# Sun (Motorradhersteller)
Sun Cycle & Fittings Co. Ltd. war ein englischer Hersteller von Motorrädern und Fahrrädern mit Sitz in Birmingham.

## Geschichte
Bereits 1885 wurde in Aston (Birmingham) das Unternehmen James Parkes & Son von James Parker gegründet. Die Firma fertigte vorwiegend Lampenfassungen und andere Kleinteile aus Metall. Der spätere Firmenname Sun (engl. für Sonne) spielte vermutlich auf den ursprünglichen Geschäftszweig an. Birmingham, schon immer ein wichtiger Industriestandort, begann nach der Jahrhundertwende ein Zentrum der aufkommenden Fahrzeugindustrie zu werden. So wurde 1907 die Firma in The Sun Cycle & Fittings Company Limited umbenannt und begann mit der Fertigung von Fahrrädern.
1911 wurde erstmals ein Motorrad produziert – die Sun Precision. Dabei ging das Unternehmen wie ein moderner Konfektionär im Fahrzeugbau vor: Der Antrieb mit 2,5 kW (3,5 PS) stammte von Precision, die Zündung wurde von Bosch beigesteuert und das Getriebe lieferte die ebenfalls vor Ort ansässigen Firma Sturmey-Archer. Das Fahrwerk fiel durch die Verwendung einer Druid-Gabel auf und wurde vor Ort entwickelt und gebaut. 1913 wurde der Modellumfang um drei Varianten von 499 bis 597 cm³, eine davon mit J.A.P.-Motor, erweitert. Im selben Jahr debütierte die Sun-Villiers mit Motoren des gleichnamigen Herstellers mit 269 cm³. 1915 folgte die Sun-Vitesse mit gleichem Hubraum, aber einem Motor aus eigener Herstellung. Während des Weltkrieges war das Unternehmen wenig innovativ.
Zu Beginn der 1920er Jahre wurden sowohl Modelle mit eigenen Motoren im Hubraumsegment von 250 bis 350 cm³, als auch solche mit Antrieben von J.A.P. angeboten. Das Unternehmen engagierte sich mit eigenen Maschinen bei der Isle of Man, konnte jedoch nie ein besseres Ergebnis als den neunten Platz erringen. Mitte des Jahrzehnts kamen Modelle mit Antrieben von Villiers und Blackburne hinzu. Die Weltwirtschaftskrise ging auch an Sun nicht spurlos vorbei und trug mit zum langsamen Niedergang des Unternehmens bei.
In den 1930er Jahren wurde die Produktion von Motorrädern zeitweise eingestellt. Es wurden noch einige ambitionierte Versuche unternommen. Etwa 1940 als das Unternehmen mit einem Dreirad mit 98-cm³-Motor oder einfachen Mopeds sich erneut zu etablieren versuchte. Allerdings ohne großen finanziellen Erfolg. Mitte der 1950er Jahre produzierte Sun den Motorroller Geni mit 15-Zoll-Rädern und einem 98-cm³-Motor. Parallel dazu wurde das Zweitakt-Motorrad Overlander mit 249 cm³ produziert. An der Firma beteiligten sich nun innerhalb weniger Jahre einige Investoren. Zuletzt erwarb der Fahrradhersteller Raleigh die Namensrechte und versuchte unter dem Markennamen Sun seinen Motorroller Wasp (Dt. Wespe) zu vermarkten. 1961 wurde das Unternehmen dann endgültig aufgelöst.

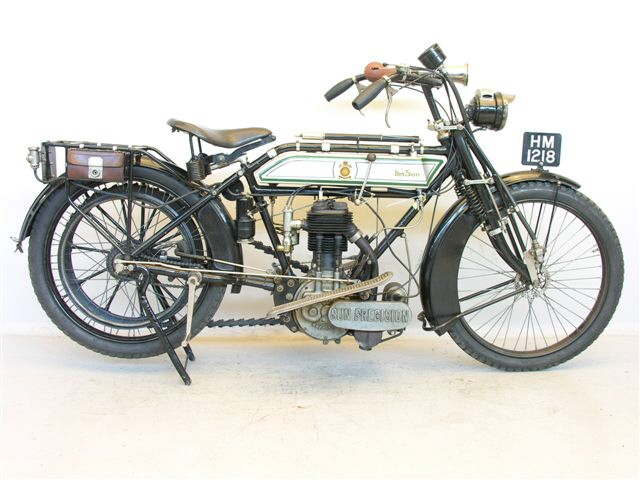
597er aus dem Jahr 1912
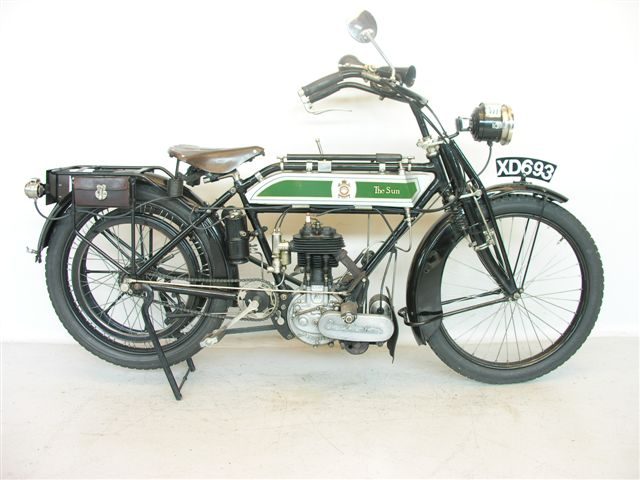
500er Sun von 1912
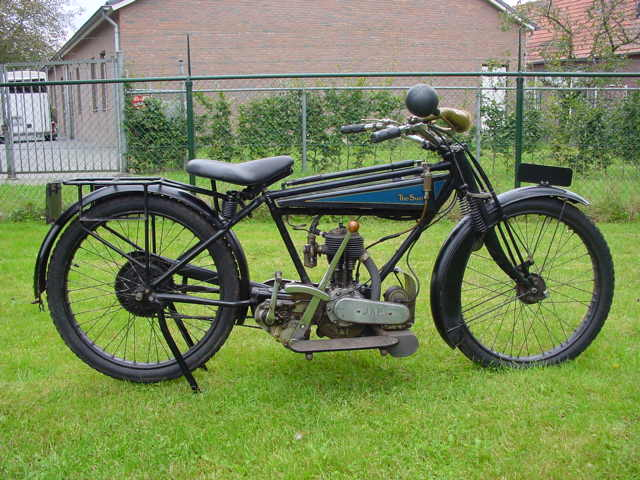
Eine 285er von 1923 ähnlich dem bei der TT eingesetzten Modell
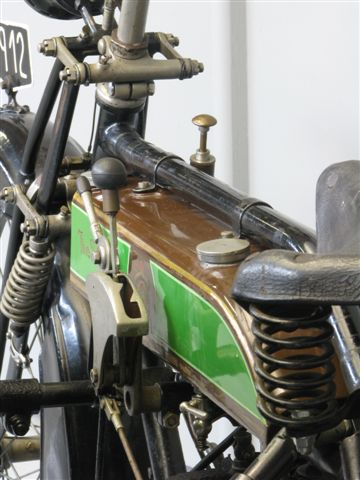
Detailansicht einer Sun von 1912
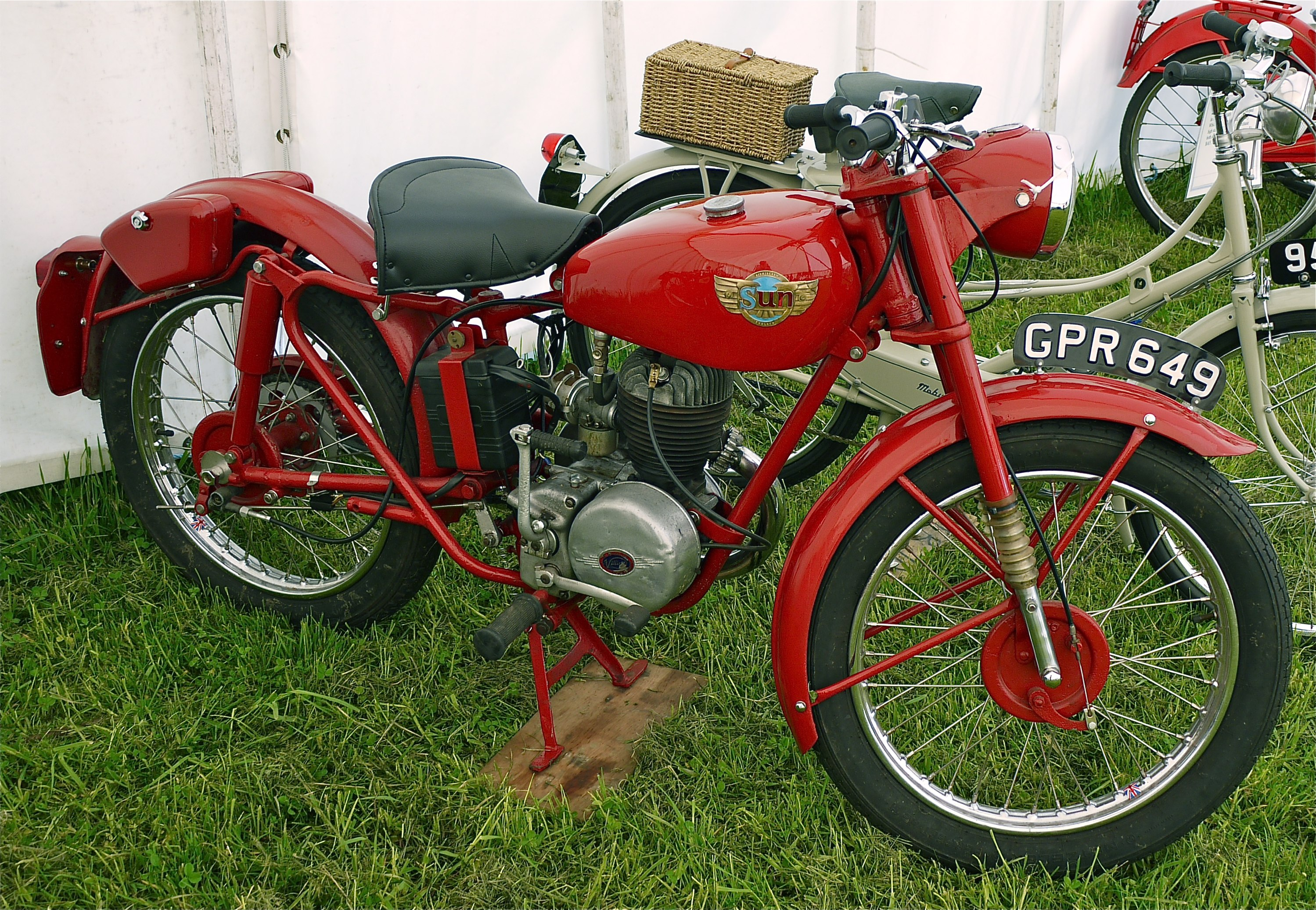
197er Challenger von 1954
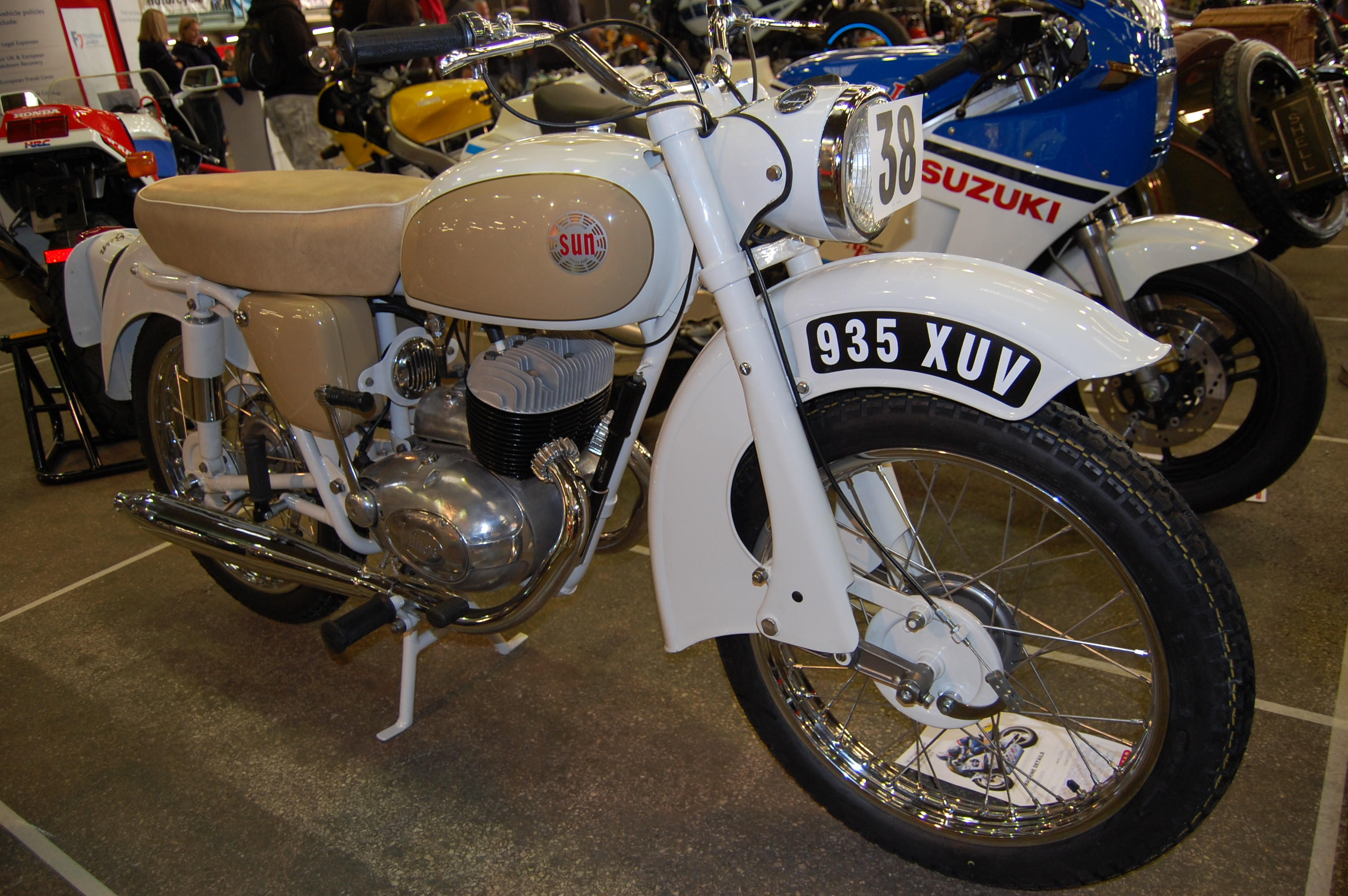
Suns letztes Motorradmodell Overlander von 1952